# Schichtschuh
Schichtschuh war ein deutsches Feld- und Flächenmaß und das kleinere Maß der Quadratrute in Hessen-Nassau. Allgemein galten ab 1. Januar 1872 die preußischen Maße in der preußischen Provinz und vereinzelt überdauerten einige alte Maße. 
Der Schichtschuh wurde in 10 Schichtzoll geteilt. Das Maß leitete sich von der Quadratrute ab, die 10 Schichtschuh groß war.
- 1 Schichtschuh = 10 Schuh lang mal 1 Schuh breit = 1,27 Quadratmeter

Die Bezeichnung als Quadratschuh oder sinngemäß als Quadratzoll ist unrichtig.
Grundlage war
- 1 Hanauer Quadratrute = 10 Schichtschuh = 100 Schichtzoll = 12,741319 Quadratmeter[2]